# Gare de Millau
Gare de Millau – stacja kolejowa w Millau, w departamencie Aveyron, w regionie Oksytania, we Francji.
Została otwarta w 1874 roku przez Compagnie des chemins de fer du Midi et du Canal latéral à la Garonne. Jest stacją Société nationale des chemins de fer français (SNCF), obsługiwaną przez pociągi Intercités, TER Midi-Pyrénées i TER Languedoc-Roussillon.